# Empire Field
L'Empire Field était un stade temporaire, utilisé pour le football canadien et le soccer durant la rénovation du stade BC Place Stadium. Il était situé à l'emplacement de l'ancien stade de l'Empire, situé à Hastings Park, Vancouver, Canada.
Les matchs de soccer des Whitecaps de Vancouver (MLS) et de football canadien des Lions de la Colombie-Britannique (LCF) s'y sont déroulés lors des saisons 2010 et 2011, le temps que le toit rétractable du BC Place Stadium soit terminé.
La construction a été réalisée par la société Nussli Group (en) en 3 mois, à temps pour le début de la saison 2010 des Lions de la Colombie-Britannique.
Après la fin des travaux du BC Place Stadium, il a été démantelé en mars 2012 et le site a été transformé en terrains de sport pour la communauté.
En vue de la Coupe du monde de football féminin 2015, deux terrains d'entraînement ont été aménagés sur le site du stade en mai 2015.

## Capacité
Le stade possédait 27 500 places, incluant deux tribunes couvertes et douze loges VIP. Les tribunes étaient composés soit de sièges (20 500) soit de bancs (7 000).

## Équipement
Malgré son statut de stade temporaire, il possédait de nombreux équipements tels que des cabines de commentateurs, un écran géant, un tableau des scores. Une clôture translucide entourait le stade et faisait office de murs d'enceinte. Un parking a aussi été construit.